# Никитин, Алексей Максимович
Алексе́й Макси́мович Ники́тин (1876—1939) — российский адвокат, политический деятель. Министр почт и телеграфов и министр внутренних дел Временного правительства (1917).

## Юрист и политик
Родился 12 (24) февраля 1876 года в Нижнем Новгороде в купеческой семье. Окончил юридический факультет Московского университета.
С 1899 года — член Российской социал-демократической рабочей партии (РСДРП); в 1902 году находился в заключении в Нижегородской тюрьме, с 1903 года — меньшевик. Занимался адвокатской практикой, был присяжным поверенным. Состоял членом объединения «Молодая адвокатура» под руководством Н. К. Муравьёва; вместе с Керенским участвовал в работе комиссии по расследованию расстрела на Ленских приисках в 1912 году. В 1913—1917 годах был юрисконсультом Московского союза потребительских обществ. 
Член Московского отдела Русского технического общества (1903—1917), с 1912 года — товарищ председателя Музея содействия труду в Москве. 

## Деятельность в 1917 году
Во время Февральской революции 1917 года был председателем Военно-революционного комитета (ВРК) Москвы. С 1 марта — председатель Московского совета рабочих депутатов, с 5 марта — начальник милиции Москвы, с 11 апреля — член президиума исполкома Моссовета; 25 июня 1917 года по списку объединённых социал-демократов был избран гласным Московской городской думы, заместитель председателя московской городской управы. Был сторонником жёстких мер по наведению порядка, требовал разоружения отрядов Красной гвардии, по его распоряжению в июле проводилась конфискация оружия у радикально настроенных рабочих в Москве. 

### Министр Временного правительства
С июля 1917 года — министр почт и телеграфов Временного правительства (вторая коалиция). После отставки правительства, 1 сентября вошёл в состав Директории. В третьем коалиционном Временном правительстве (сентябрь — октябрь 1917) сохранил пост министра почт и телеграфов и, одновременно, был министром внутренних дел.
В сентябре 1917 года распорядился задерживать все телеграммы, связанные с забастовкой железнодорожников, так как забастовка в военное время «есть наказуемое по закону преступление, равное измене родине». В результате общее собрание почтово-телеграфных служащих выразило ему недоверие, а ЦК партии меньшевиков отмежевалось от его действий, заявив, что Никитин «более не является официальным представителем партии в правительстве» «как не поддерживающий контакты с партией». Выступил 20 октября с заявлением о необходимости продолжения участия России в войне до тех пор, пока она не вернёт оккупированных территорий. 
Был председателем Особого совещания по разгрузке Петрограда. Разработал проект закона о создании Комитетов общественной безопасности, принятого Советом Российской республики (Предпарламентом). Был арестован вместе с другими министрами Временного правительства 25 октября 1917 года в Зимнем дворце и заключён в Петропавловскую крепость, из которой освобождён как социалист 29 октября того же года.

## Противник большевиков
После освобождения участвовал в заседаниях подпольного Временного правительства, но вскоре отказался от этого, обвинив своих коллег в нерешительности — по мнению Никитина, они фактически не нашли возможным «хотя бы морально поддержать генерала Духонина в момент, когда на него пала тяжёлая ответственность перед страной — одному решать вопрос о перемирии, которого от него потребовали большевики». Был вновь арестован 18 ноября и выслан в Кронштадт под надзор исполкома Совета рабочих и солдатских депутатов, но уже в декабре входил в состав Петроградского стачечного комитета городских служащих.
В январе 1918 года уехал в Ростов-на-Дону. Работал в кооперации, был председателем комитета по делам кооперации Юга России. В мае 1920 года был арестован. Доставлен в Москву, обвинён в том, что «направлял деятельность кооперативных организаций Юга России в контрреволюционное русло поддержки Деникина и деникинщины». В сентябре 1920 года был приговорён к расстрелу, заменённому 15 годами лишения свободы, в 1921 году помилован и освобождён.

## Жизнь при советской власти
Жил в Москве, был одним из руководителей издательства «Никитинские субботники», существовавшего в 1922—1931 годах и основанного его женой Евдоксией Фёдоровной Никитиной, писательницей и организатором одноимённого литературно-философского кружка. С 11 августа по 13 декабря 1930 года находился под арестом по обвинению в принадлежности к антисоветской группе и был освобождён, поскольку Особое совещание при коллегии ОГПУ прекратило его уголовное дело.

## Последний арест и гибель
В последний раз был арестован 14 марта 1938 года, обвинён в участии в контрреволюционной террористической организации; 13 апреля 1939 года приговорён к смертной казни Военной коллегией Верховного суда СССР, на следующий день, 14 апреля  расстрелян на территории подсобного хозяйства НКВД на 24-м километре Калужского шоссе (расстрельный полигон «Коммунарка»). Там же был похоронен. Реабилитирован 23 мая 1991 года.